# Circle Jerks
Circle Jerks was een hardcore punkband uit Hermosa Beach, Californië. De groep was actief in de periodes 1979–1990, 1994–1995 en 2001–2010.

## Geschiedenis
De originele samenstelling bestond uit oprichter Keith Morris (voorheen Black Flag), gitarist Greg Hetson, basgitarist Roger Rogerson en drummer Lucky Lehrer. De band begon onder de naam The Bedwetters, maar omdat Lehrer niet tevreden was met deze naam verzon Morris een nieuwe bandnaam: Circle Jerks.
Na de uitgave van hun derde album in 1983 maakte de band een korte stop van twee jaar. Greg Hetson voegde zich bij net opgerichte punkband Bad Religion. In 1985 kwamen ze terug met twee nieuwe bandleden: Keith Clark verving Lucky Lehrer achter het drumstel, die op zijn beurt naar Bad Religion vertrok, en Zander Schloss volgde Roger Rogerson op als basgitarist.
In 1994 kwam de band terug bij elkaar met dezelfde opstelling als voorheen. In 1996 volgde een nieuw album. Aan het begin van de tournee besloten de bandleden weer hun eigen wegen in te gaan, en werd de rest van de tournee afgelast. In 1999 werd bij voormalig zanger Keith Morris diabetes geconstateerd.
In mei 2001 kwam de band nogmaals bij elkaar, ditmaal bezet door zanger Keith Morris, gitarist Greg Hetson, basgitarist Zander Schloss en drummer Keith Fitzgerald. In 2010 werd de band opnieuw opgeheven.

## Discografie

### Studioalbums
| Jaar | Titel                                   | Label              | Overige informatie |
| ---- | --------------------------------------- | ------------------ | ------------------ |
| 1980 | Group Sex                               | Frontier Records   | Debuutalbum        |
| 1982 | Wild in the Streets                     | Frontier Records   |                    |
| 1983 | Golden Shower of Hits                   | Allegiance Records |                    |
| 1985 | Wonderful                               | Combat Records     |                    |
| 1987 | VI                                      | Combat Records     |                    |
| 1995 | Oddities, Abnormalities and Curiosities | Mercury Records    |                    |

### Overige albums
| Jaar | Titel                         | Label            | Overige informatie                                              |
| ---- | ----------------------------- | ---------------- | --------------------------------------------------------------- |
| 1986 | Group Sex/Wild in the Streets | Frontier Records | Compilatiealbum van de eerste twee albums die de band uitbracht |
| 1992 | Gig                           | Combat Records   | Livealbum                                                       |